# Richard Kuöhl
Richard Emil Kuöhl (* 31. Mai 1880 in Meißen; † 19. Mai 1961 in Rohlfshagen bei Bad Oldesloe) war ein deutscher Bildhauer, der auch als „Architekturplastiker“ bezeichnet wurde.

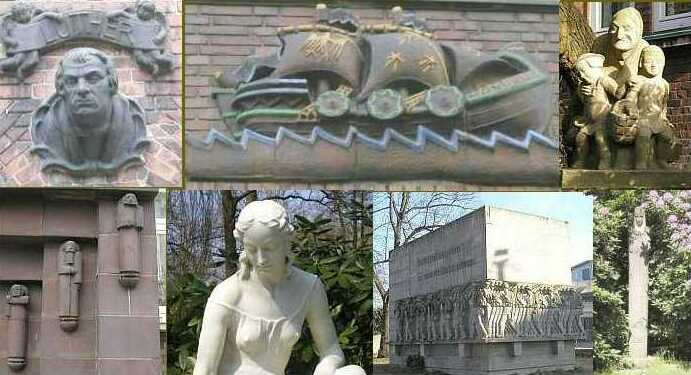
Kuöhl-Werke

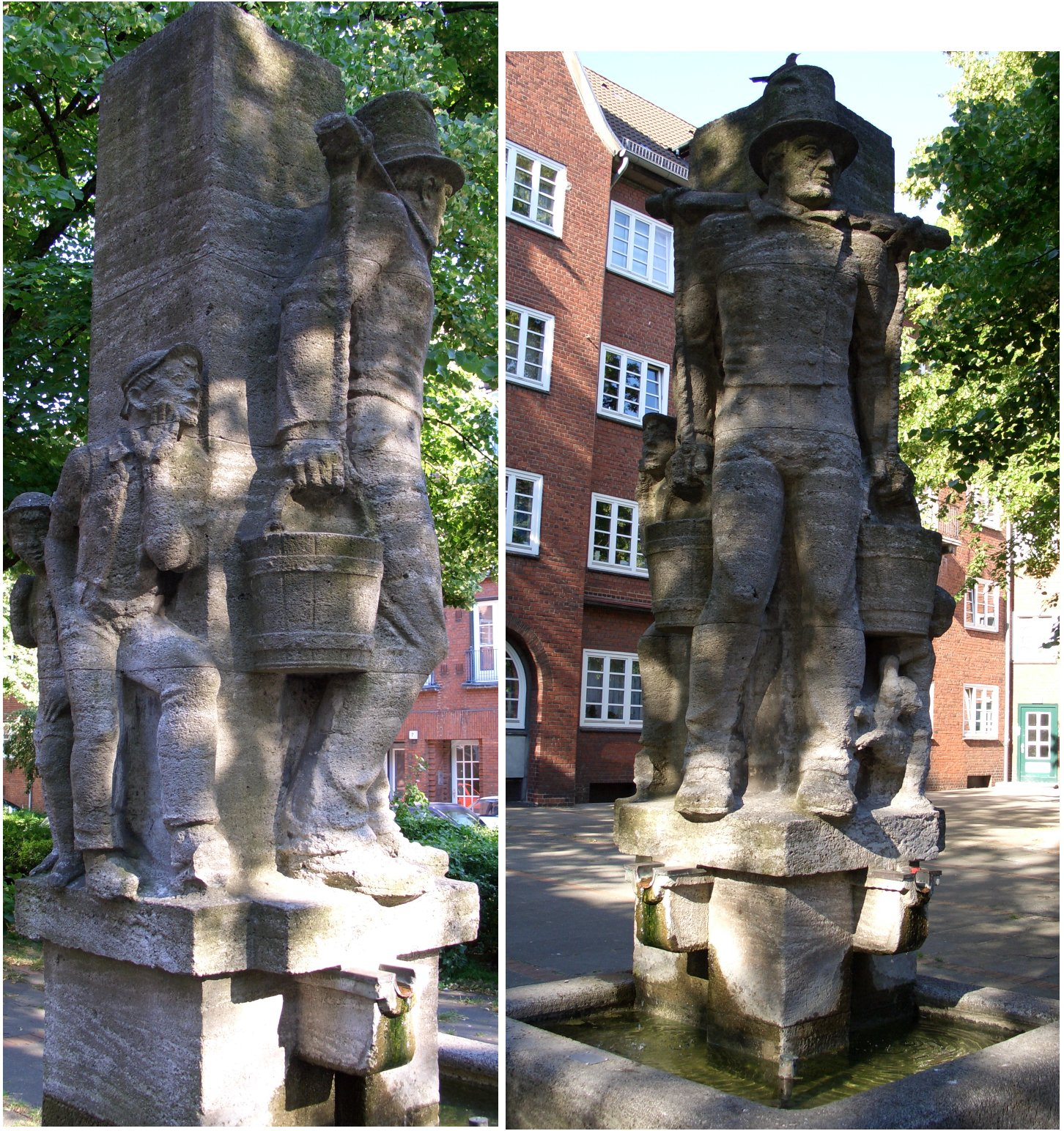
Der Hummelbrunnen

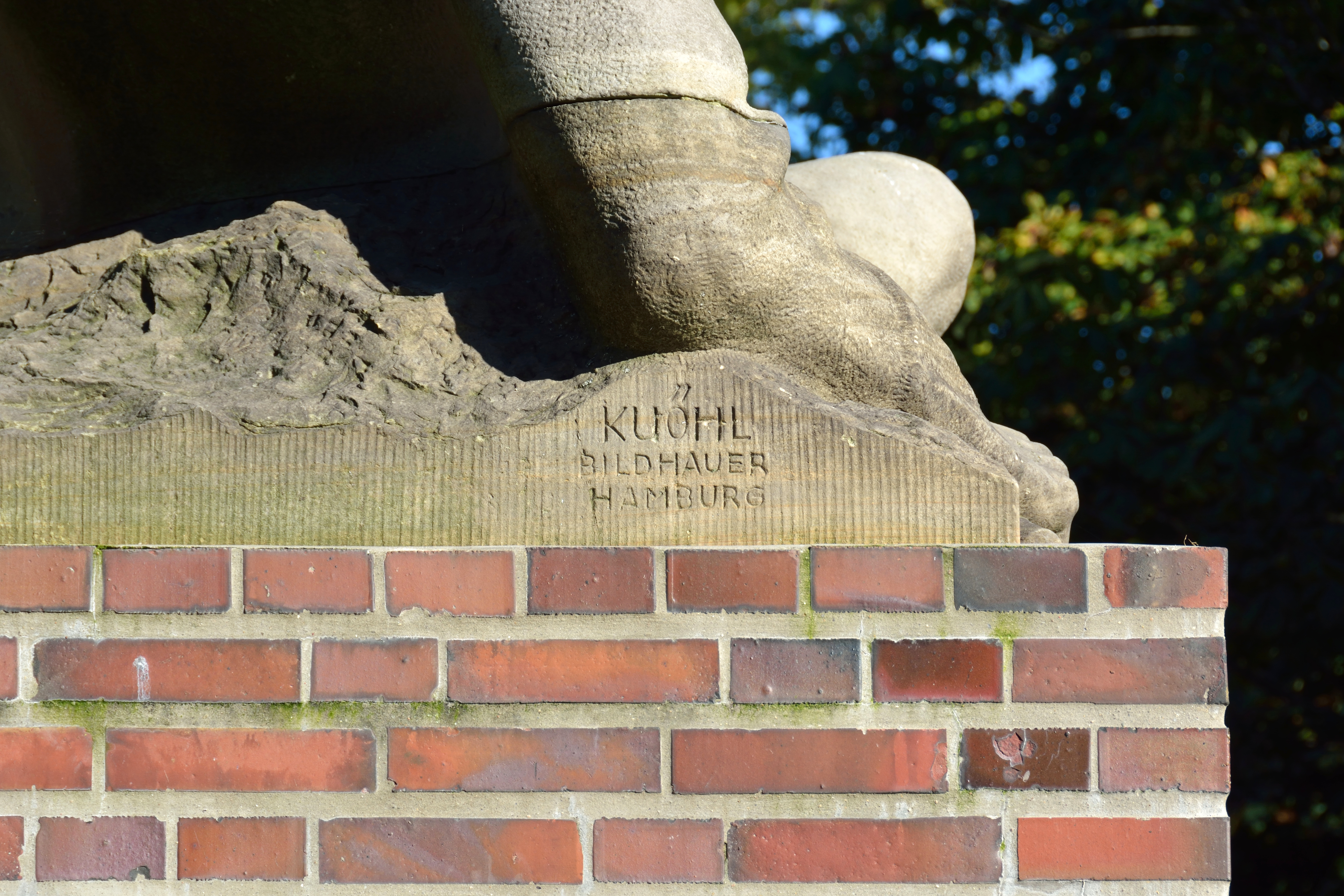
Signatur am Ehrenmal in Wilster

## Leben und Werk
Nach einer handwerklichen Ausbildung als Kunsttöpfer in seiner Geburtsstadt Meißen studierte Kuöhl ab 1902 an der Dresdner Kunstgewerbeschule bei Karl Groß und zog 1906 nach Berlin. Über die Jahresangabe des Umzugs nach Berlin gibt es in der Literatur widersprüchliche Angaben. 1912 folgte er einem seiner Dresdner Lehrer, dem Architekten Fritz Schumacher, nach Hamburg. Schumacher setzte dort eine Wiederbelebung des Backsteinbaus durch, er maß der Architekturplastik eine besondere Bedeutung zu. Kuöhl führte einen Großteil des Bauschmucks an Schumachers Staatsbauten aus.
Dabei griff er die unterschiedlichsten, jeweils aktuellen Kunstströmungen auf und setzte sie abgeschwächt – man könnte auch sagen, um ästhetischen Konsens bemüht – um. Das Spektrum seiner Skulpturen reicht von niedlich-naiv gestalteten Märchenfiguren aus den Anfängen seiner Hamburger Zeit über expressionistische Anklänge (z. B. in der Bauplastik des Chilehauses) bis zur Neuen Sachlichkeit, wobei er auch Anregungen aus der Renaissance aufnahm.
Kuöhl arbeitete in den 1920er und 1930er Jahren mit fast industriellem Ausstoß von Skulpturen in Stein, Keramik und Reliefs in Terrakotta. Er war wohl der meistbeschäftigte Bildhauer der Stadt. Er entwickelte eine wetterfeste Baukeramik, die so genannte Klinkerkeramik. Seine Arbeiten schmücken nicht nur viele Hamburger Bauten, sondern sind auch in anderen Städten Norddeutschlands wie beispielsweise in Lübeck heute noch zu finden. Sein Gänselieselbrunnen ist ein Wahrzeichen von Bad Oldesloe, und der Hummelbrunnen in der Hamburger Neustadt erinnert an den legendären Wasserträger Hummel.
Auf dem Ohlsdorfer Friedhof in Hamburg zeugen noch zahlreiche naturalistische und expressionistische Grabdenkmäler sowie gefällige Märchenfiguren von seinem Schaffen.

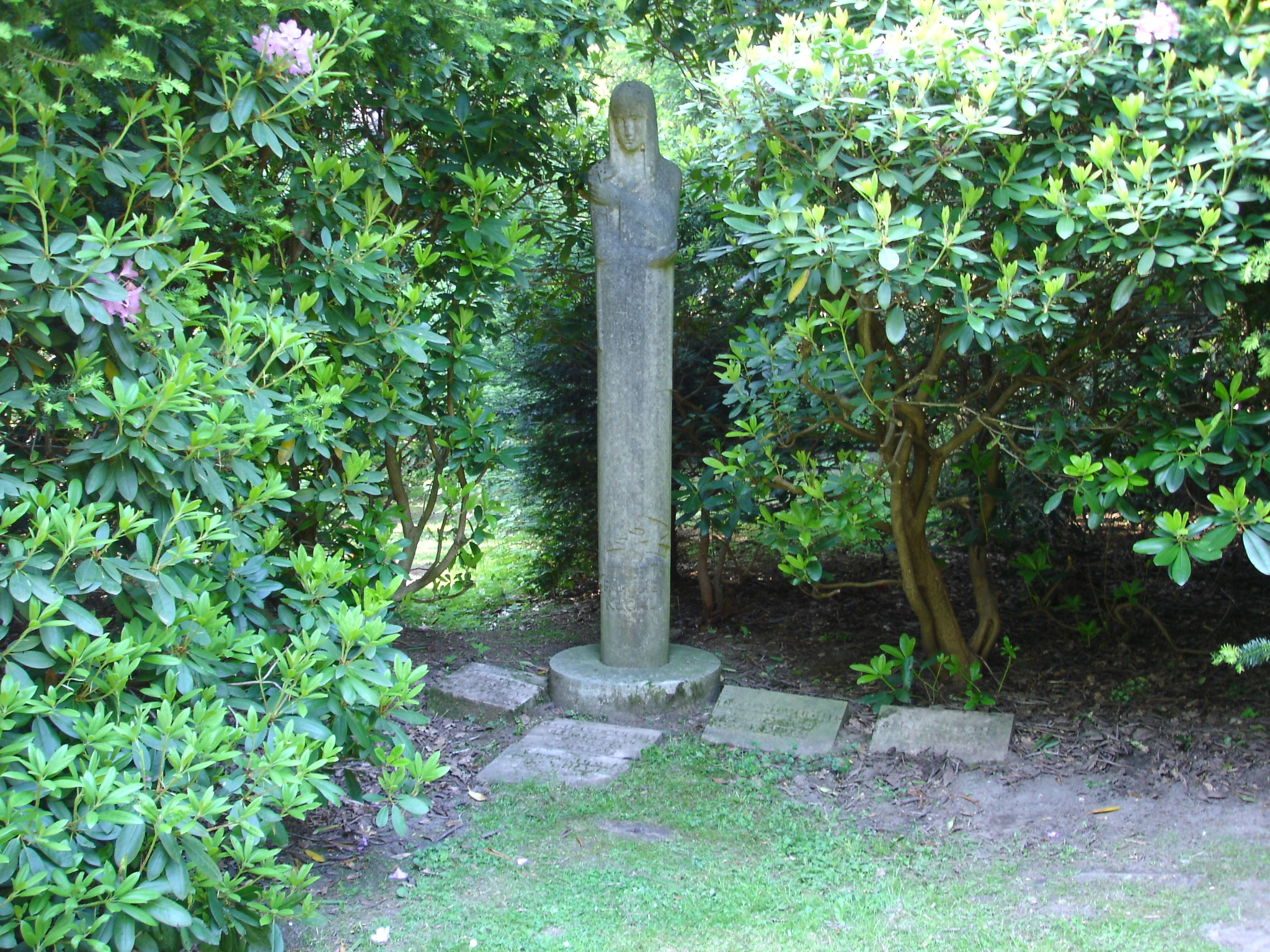
Kuöhls Grab auf dem Friedhof Ohlsdorf, säulenartige weibliche Figur mit verschränkten Händen

In Kuöhls Wirken stellen sich rückblickend einige Widersprüche dar. Parallel zur Beschäftigung mit expressionistischem oder romantischem Architekturschmuck entwarf Kuöhl Kriegerdenkmäler in monumentalem Stil, die bereits seine spätere Bildsprache anklingen lassen. Von 1919 bis 1933 war er Mitglied der Künstlervereinigung Hamburgische Sezession, die unter anderem für avantgardistische Kunst eintrat. Er war zudem Mitglied im Hamburger Künstlerverein von 1832 und seit 1920 Mitglied in der Hamburgischen Künstlerschaft. Die Jahresausstellung der Hamburgischen Sezession wurde Anfang 1933 als erste dieser Art polizeilich geschlossen. Denn die Nationalsozialisten führten einen propagandistisch intensiv begleiteten Kampf gegen die moderne Kunst.
Dessen ungeachtet erfüllte Kuöhl nach der Machtübernahme der NSDAP die Wünsche der neuen staatlichen Auftraggeber. „Er formte heroisch-monumentale Denkmäler und Bauplastiken, die den politischen Zielen der Nazis dienten, wie beispielsweise das Kriegerdenkmal für die im Ersten Weltkrieg Gefallenen des 76er Infanterie-Regiments am Dammtorbahnhof in Hamburg“.
Wegen seiner Anpassung an die NS-Diktatur wurden ihm nach deren Ende schwere Vorwürfe gemacht. Trotzdem gelang Kuöhl ein Neuanfang in der Bundesrepublik. In seinen letzten Schaffensjahren arbeitete er vor allem an Kriegsmahnmalen, die christliche Motive zeigten und sich stilistisch an den Mainstream der 1950er Jahre hielten.
Kuöhl starb 1961 in Rohlfshagen bei Bad Oldesloe. Er wurde auf dem Hauptfriedhof Ohlsdorf beerdigt (Grablage Y 10). Das Grabmal hat er selber geschaffen.
Sein Nachlass befindet sich im Kreisarchiv Storman.

Werk
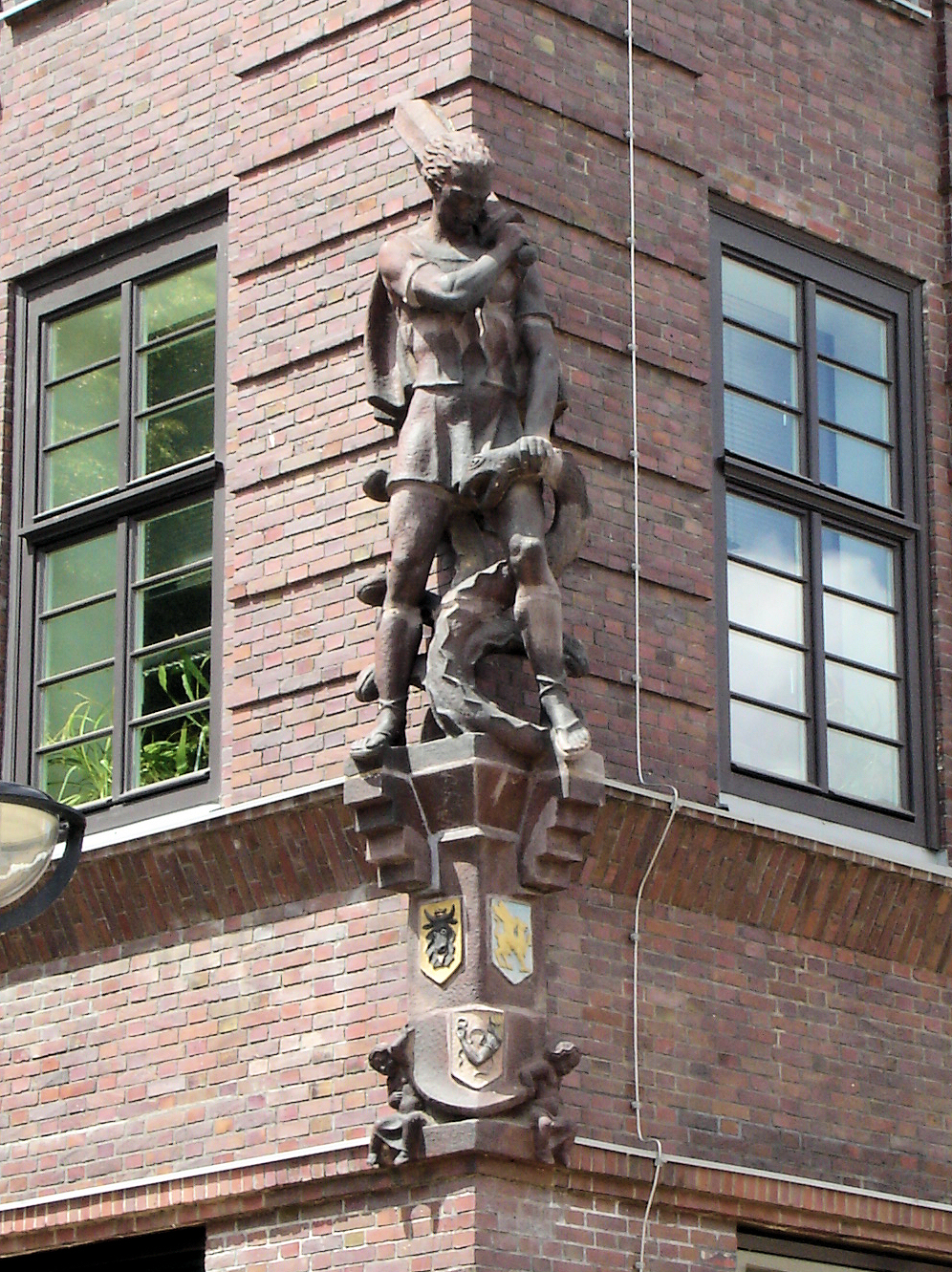
Heiliger Georg in Rostock
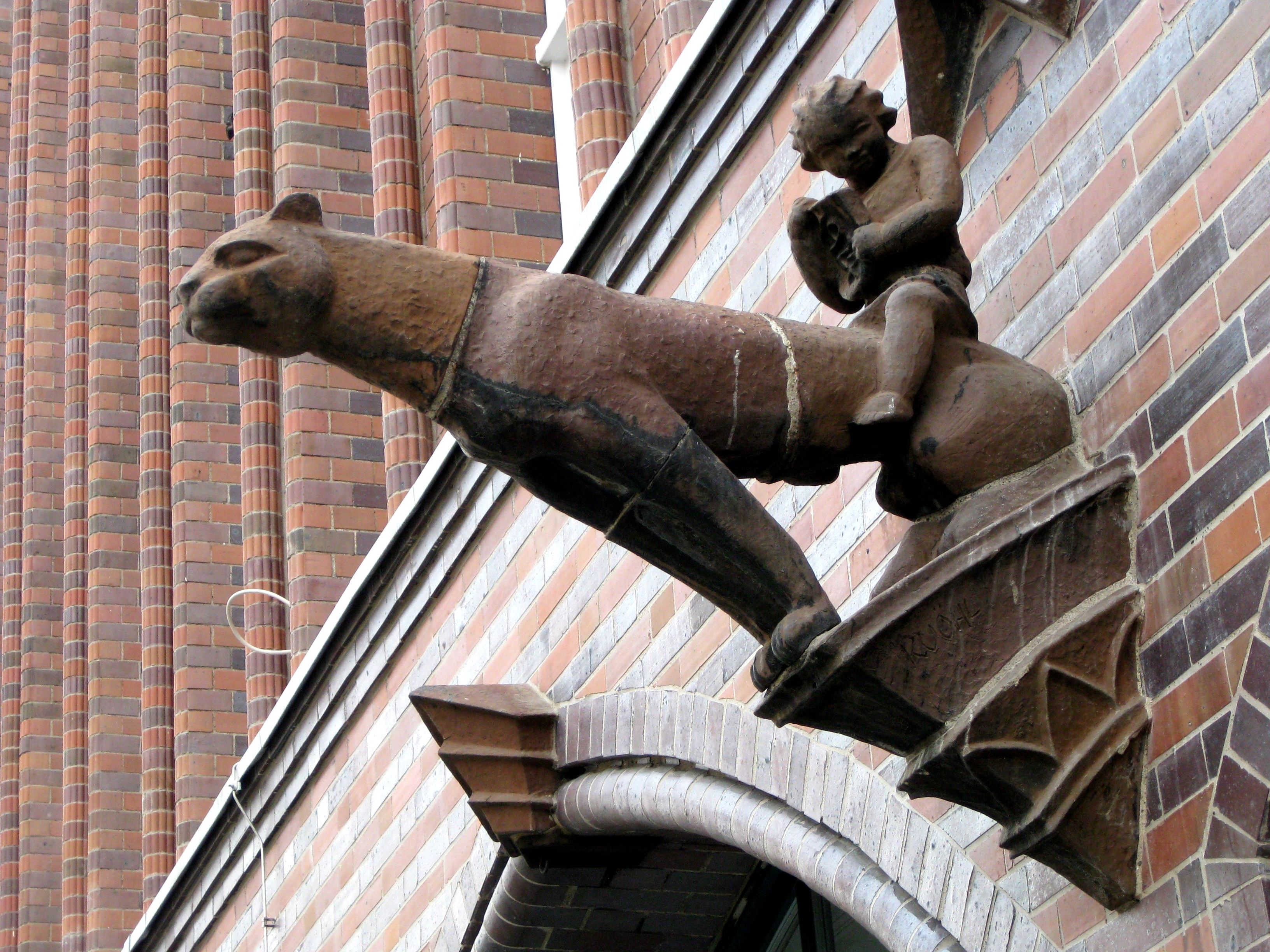
Bauplastik am Handelshof in Lübeck
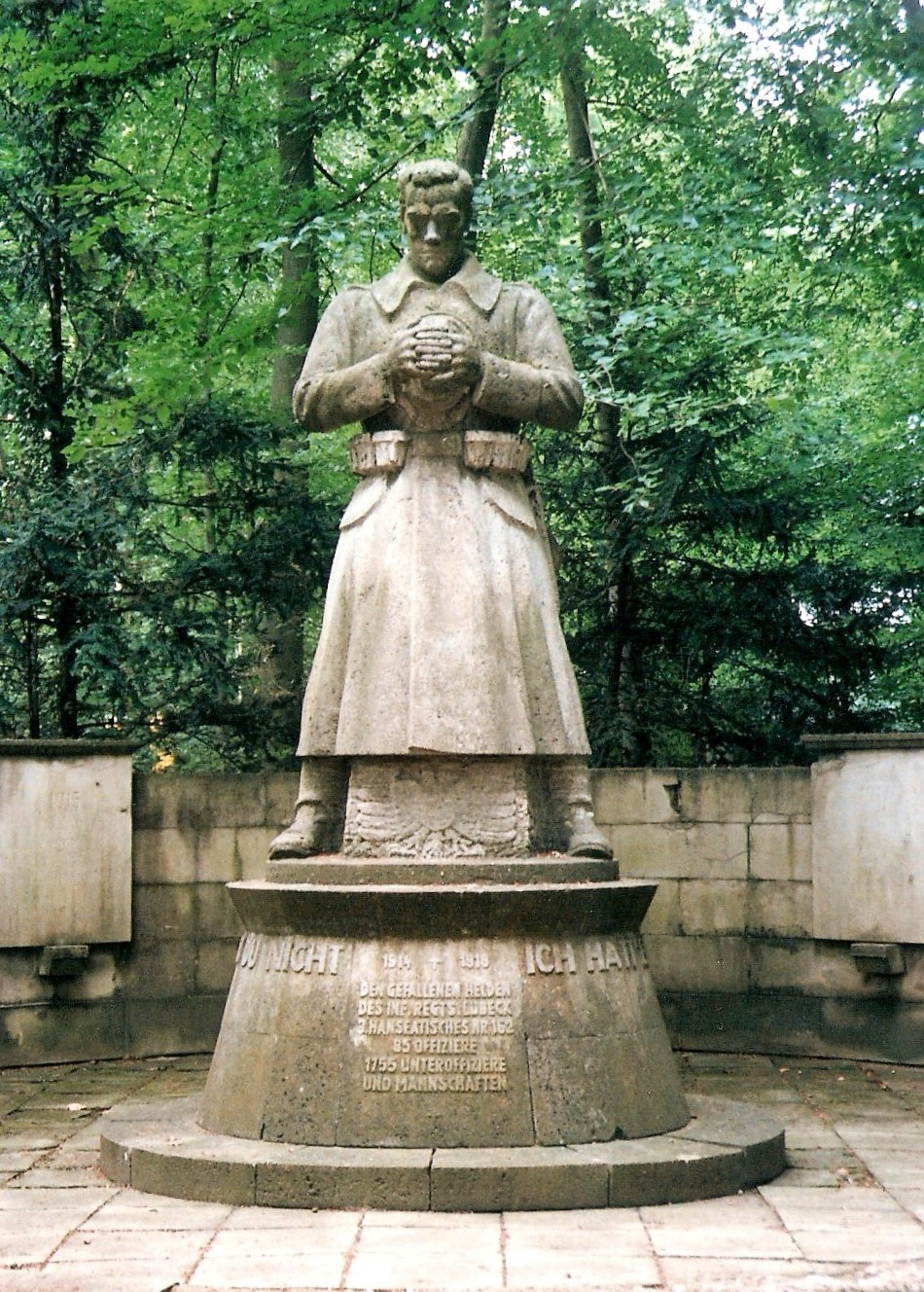
Statue Helm ab zum Gebet
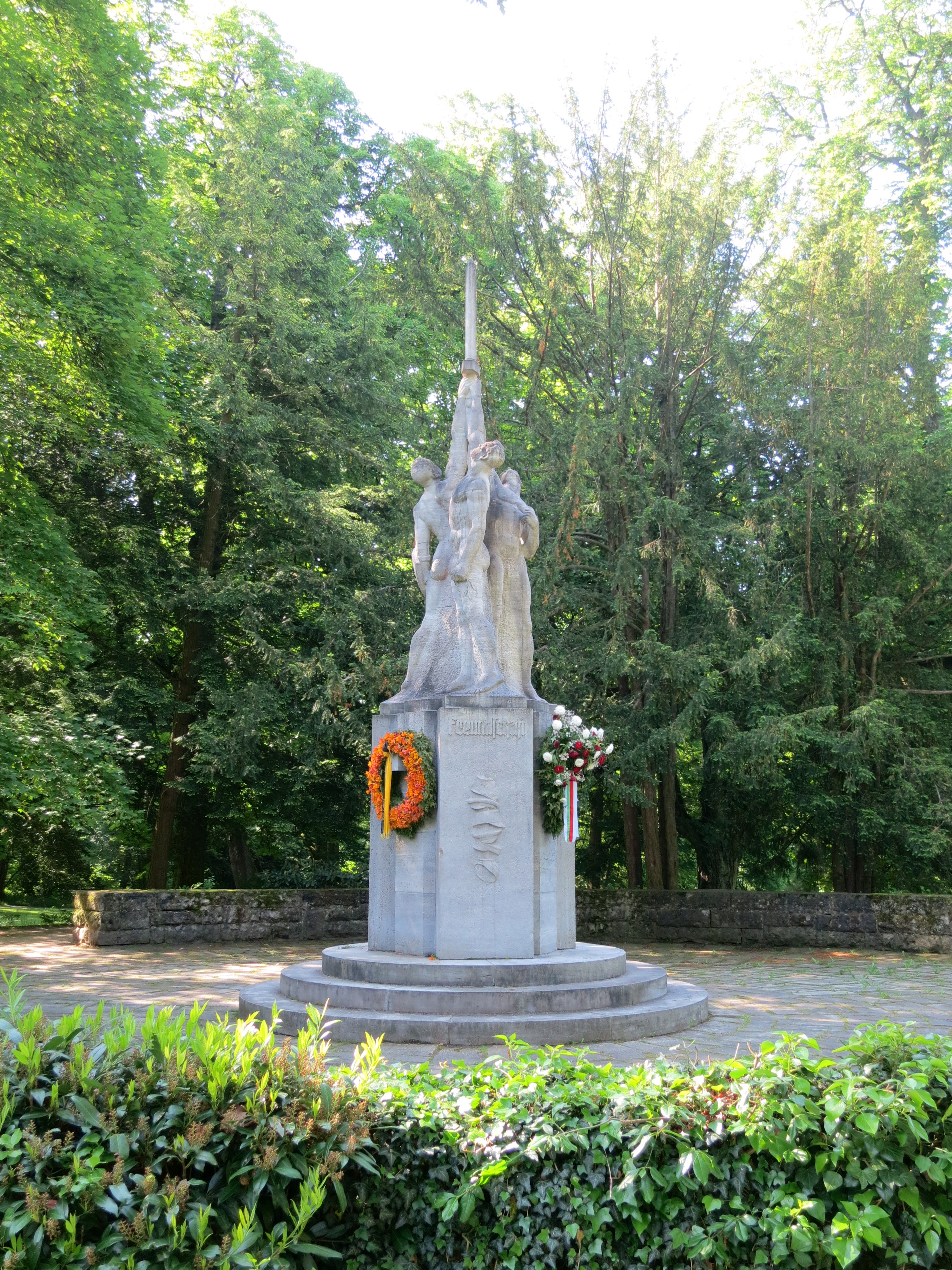
Kriegerdenkmal des Coburger Convents
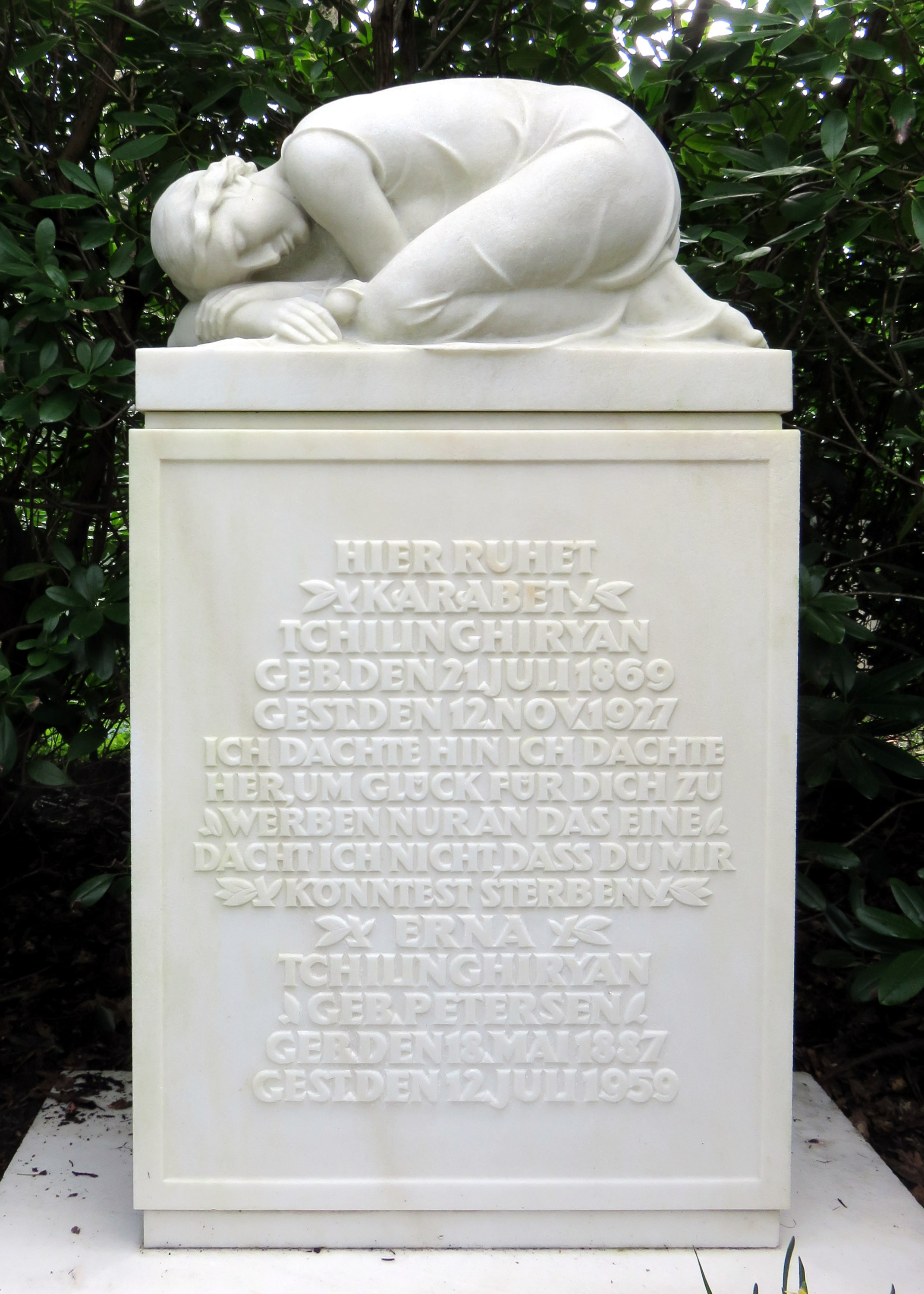
Grabmal Tchiling-Hiryan (1927), Friedhof Ohlsdorf
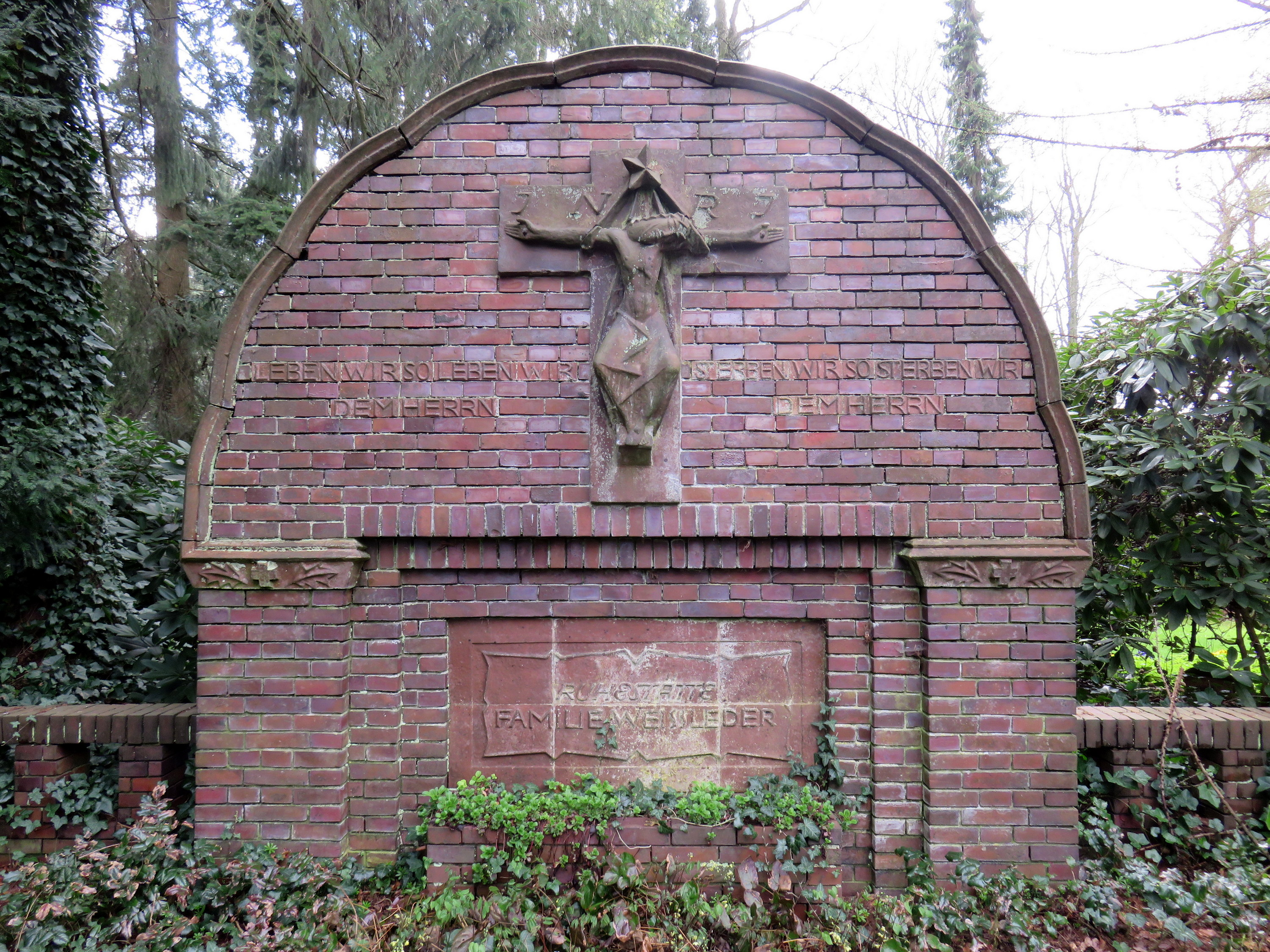
Grabmal Weissleder (1929) Friedhof Ohlsdorf

- Bremen
  - Wappen mit Schildträgern am Postamt Bremen 5
  - Keramiken am Direktionserker und dem Uhrenturm im Innenhof des Kontorhauses der Nordwolle[4], heute Haus des Reichs
  - Schäfer, Schäferhund und Schafe am Haus des Reichs, Ecke Richtweg/Röwekamp
- Coburg
  - Denkmal des Coburger Convent (1926)
- Düsseldorf
  - Kriegerdenkmal des Niederrheinischen Füsilier-Regiments Nr. 39
- Flensburg
  - Köpfe an der Außenfassade des Flensburger Bahnhofs
- Großhansdorf
  - Kriegerdenkmal der Gemeinde am Waldreiterweg (1928)[5]
- Hamburg
  - Keramiken an der Krugkoppelbrücke und die benachbarten Brücken Fernsichtbrücke und Bellevuebrücke
  - Keramiken am Chilehaus, das Pressehaus und den Altstädter Hof im Kontorviertel
  - Keramiken an der Finanzbehörde am Gänsemarkt (1925/26)
  - Keramiken an der Davidwache in St. Pauli
  - Keramiken an der Stadthallenbrücke im Stadtpark
  - Keramiken an der Stiftungsschule von 1815 am Zeughausmarkt
  - Keramiken am Adolf-von-Elm-Hof, unter anderem die lebensgroße Plastik eines Arbeiters
  - Keramiken am neuen Krematorium auf dem Hauptfriedhof Ohlsdorf
  - Kriegerdenkmal für die Gefallenen des Hamburgischen Infanterie-Regiments Nr. 76 neben dem Hamburger Dammtor-Bahnhof (1936) (mit der Inschrift „Deutschland muss leben, und wenn wir sterben müssen“)
Die britische Militärregierung hatte 1945 die Sprengung des von den Nazis in Auftrag gegebenen Denkmals angeordnet. Ein Jahr später verfügte der Denkmalrat die Entfernung der Inschrift und des Reliefs mit den marschierenden Soldaten. Das Denkmal hat auch diese Nachkriegsverfügungen überstanden. Seit Mitte der 1980er Jahre flankiert ein unvollendet gebliebenes Gegendenkmal des österreichischen Bildhauers Alfred Hrdlicka das Zeitzeugnis aus der Zeit des Nationalsozialismus.
  - Keramiken am Eingangsgebäude der Margarinefabrik Voss
  - Mehrere Keramikbrunnen in der Fritz-Schumacher-Schule in Langenhorn
  - Kriegerdenkmal vor (heute daneben) der Ansgarkirche in Langenhorn
  - Plastiken vor dem Siedlungsbau Fiefstücken in Winterhude[A 1]
  - Grabsteine und Grabanlagen auf dem Friedhof Ohlsdorf
    - Muschelkalk-Grabstein Kuöhl (!) von 1931 („Mariensäule“ für seine Ehefrau)[6], Planquadrat Y 10[7]

  - Grabstein Familie Hammers auf dem Friedhof Bergstedt[8]
  - Skulpturen und Relief im Ortskern von Hamburg-Volksdorf: Postillon vor (ehemaligem) Postgebäude, Querflötenspieler Eingang Claus-Ferck-Str. 1b, Zwei Marder Gebäude Halenreie 2, Klinkerrelief Gebäude Claus-Ferck-Str. 12.[9]
  - Klinkerkeramik Kind mit Blumenkranz (1920er-Jahre), Osterbekweg 6 (über der Eingangstür), Hamburg-Barmbek-Süd[10]
- Hoisdorf, Schleswig-Holstein
Eine Sammlung kleinerer Werke Kuöhls befindet sich in Besitz des Stormarnschen Dorfmuseums. Der Künstler betrieb in Hoisdorf eine Werkstatt.
- Lübeck
  - Regimentsdenkmal „Helm ab zum Gebet“ des Infanterie-Regiments Lübeck (3. Hanseatisches) Nr. 162, auf dem Lübecker Ehrenfriedhof an der Travemünder Allee (1924)
  - Klinkerkeramik am Kontorhaus Handelshof am Bahnhofsvorplatz
  - Klinkerkeramik an der Gewerbeschule an der Parade, Gewerbeallegorien (1925)
- Rendsburg
Regimentsdenkmal des Infanterie-Regiments „Herzog von Holstein“ (Holsteinisches) Nr. 85, am Paradeplatz vor der Christkirche
- Wilster
  - Ehrenmal im Stadtpark